# Rudimentary Peni
Rudimentary Peni ist eine britische Anarcho-Punk-Band, die im Jahr 1980 aus der Londoner Anarcho-Punk-Szene entstanden ist. Frontsänger und Gitarrist Nick Blinko ist berüchtigt für seine geistreichen und makabren Songtexte und Tuschzeichnungen, die alle Albumcover der Band zieren. Auch Bassist Grant Matthews hat einige Songtexte geschrieben, die aber mehrheitlich auf sozialkritische Themen fokussiert sind. Es existieren nur einige wenige Fotos von der Band, da für die Albumcover immer Blinkos Zeichnungen verwendet wurden. Pushead veröffentlichte in einer früheren Ausgabe seines Magazins einige dieser Fotos.

## Geschichte
Rudimentary Peni wurde im Juni 1980 in der Gemeinde Abbots Langley, Hertfordshire, von Nick Blinko (Gesang, Gitarre), Jon Greville (Schlagzeug) und Grant Matthews (Bass) gegründet.
Blinko und Greville hatten sich Jahre zuvor an der Langleybury-Gesamtschule kennengelernt. Greville hat schon im Alter von zehn Jahren mit Schlagzeugunterricht begonnen und entwickelte sein Interesse an Punk-Musik etwa zeitgleich mit dem Erscheinen von Never Mind the Bollocks, Here’s the Sex Pistols von den Sex Pistols. Nachdem die beiden sich durch einen gemeinsamen Freund kennenlernten, gründeten sie das experimentelle elektronische Duo The Magits im Jahr 1977. Nach drei Jahren lösten sie sich jedoch bereits wieder auf. The Magits veröffentlichten ihre erste und einzige EP Fully Coherent im Jahr 1979 über Outer Himalayan Records, das Blinko 1979 selbst gegründet hatte. Punk-Historiker Ian Glasper beschreibt den Musikstil der Magits in seinem 2006 erschienenen Buch The Day the Country Died: A History of Anarcho Punk 1980–1984 als „eine mäandernde Folter von Instrumenten“.
Blinko, Greville und Matthews formten anschließend Rudimentary Peni. Im Punk-Magazin Maximum RocknRoll (Ausgabe 237, Februar 2003) erklärt Matthews, wie er auf den Namen für die Band kam: „Im Biologieunterricht in der Schule wurde uns beigebracht, dass die Klitoris in der fötalen Phase einem unentwickelten Penis entspricht.“ 1981 hatte die Band bereits ihren ersten Auftritt in einer gemeinsamen Show mit den S-Haters und Soft Drinks in Watford, Hertfordshire. Später beschrieb Greville die ersten Auftritte als ziemlich enttäuschend, was sich im weiteren Verlauf der Zusammenarbeit in einer Abneigung für Live-Auftritte widerspiegelte. Die Formation war inspiriert durch Punk, aber optisch entsprachen sie nie dem typischen Bild einer Punk-Band, wie Greville erklärt: „Die meisten Leute waren sichtlich enttäuscht, dass wir keine grünen Irokesenschnitte oder Piercings hatten… Wer sich an unserem Aussehen störte, hätte unsere Texte ohnehin nicht verstanden.“
Die Band nahm die erste 7″ EP mit 12 Liedern im Jahr 1981 in den Street Level Studios in London auf und veröffentlichte sie über Outer Himalayan Records. Sie war schnell, laut und wurde oft als verrückt beschrieben, nicht nur wegen der Musik, aber auch wegen Blinkos Albumcover und Songtexten. Nach dem Erscheinen der EP hatte die Band den ersten Auftritt am 18. September 1981 in London, gemeinsam mit den Anarcho-Punk-Bands Flux of Pink Indians und den Subhumans.
Schon früh hatte Rudimentary Peni Kontakt zur Anarcho-Punk-Band Crass; ihre zweite 7″ EP, Farce, wurde über Crass Records veröffentlicht. Bis hin zu ihrem ersten Studioalbum Death Church, erschienen 1983, veröffentlichten sie ihre Platten in gefalteten Papiercovern mit Zeichnungen, Songtexten und Postern von Crass und anderen Anarcho-Punk-Bands.
Die ersten beiden EPs wurden 1987 von Corpus Christi Records als The EPs von Rudimentary Peni aufgenommen.
Mitte der 1980er Jahre trat die Band nach einer Krebsdiagnose bei Matthews nicht mehr auf. Im Jahr 1988 nahmen sie nach einer vierjährigen Pause Cacophony als klangliche Ehrung des amerikanischen Autors H. P. Lovecraft auf. Mark Ferelli von Part 1, eine englische Death-Rock-Band, machte Blinko auf Lovecraft aufmerksam. Die beiden motivierten sich gegenseitig auch in ihren Tuschzeichnungen.
In den folgenden Jahren veröffentlichte Rudimentary Peni weitere Werke, unter anderem das Album Pope Adrian 37th Psychristiatric (1995) und die EPs Echoes of Anguish (1998), The Underclass (2000), Archaic (2004) und No More Pain (2008). Sie sind weiterhin sehr beliebt, auch in den Vereinigten Staaten. Die meisten Neuauflagen ihrer Alben aus den 1980er Jahren sind vergriffen.
Blinko verfasste einen semi-autobiografischen Roman namens The Primal Screamer, der 1995 über Spare Change Books veröffentlicht wurde. Die Namen Ferellis und die der Bandmitglieder wurden ersetzt. Weitere Werke sind The Haunted Head (2009, Coptic Cat) und Visions of Pope Adrian 37th (2011, Coptic Cat). Blinko hat mittlerweile einen Kultstatus in der Outsider-Art-Szene.

## Besetzung
- Nick Blinko – Gitarre, Gesang, Kunstwerke, Songtexte
- Grant Matthews – Bass, Songtexte
- Jon Greville – Schlagzeug

## Diskografie

### Studioalben
- Death Church – LP (Corpus Christi Records, 1983) (No. 3)
- Cacophony – LP (Outer Himalayan, 1988) (No. 7)
- Pope Adrian 37th Psychristiatric – CD (Outer Himalayan, 1995)

### EPs
- Rudimentary Peni – 7″ EP (1981, Outer Himalayan)
- Farce – 7″ EP (1982, Crass Records) (#7)
- Echoes of Anguish – 12″ EP/CD EP (1998, Outer Himalayan)
- The Underclass – 7″ EP/CD EP (2000, Outer Himalayan)
- Archaic – 10″ EP/CD EP (2004, Outer Himalayan)
- No More Pain – 12″ EP/CD EP (2008, Southern Records)
- The Great War – (2021, Sealed Records)[7]

### Singles
- Wilfred Owen the Chance – CD (2009, Coptic Cat/Outer Himalayan)

### Live-Alben
- Derby 1993 – (2015, Sheffield Tape Archive)

### Kompilationen
- The EPs of RP – LP (1987, Corpus Christi Records)